# Каиниты
Каини́ты — гностическая секта, почитавшая Каина как первую жертву Яхве, которого многие гностические секты определяли как ветхозаветного демиурга и зло. Каина чтили за то, что, породив идею убийства, он дал людям возможность отвергнуть его и обрести шанс на искупление от первородного греха. Тертуллиан считает, что в каинитском мифе Каин интерпретировался как человек, рождённый от «могучей силы», в то время как Авель — от «низшей». Секта была сравнительно мала. Тертуллиан и Ириней Лионский упоминали о её существовании на востоке Римской империи во II веке.
Свидетельство Иринея Лионского:

Другие опять говорят, что Каин происходит от высшей силы, и Исава, Корея, Содомлян и всех таковых же признают своими родственниками, и поэтому они были гонимы Творцом, но ни один из них не потерпел вреда, ибо Премудрость взяла от них назад к себе самой свою собственность. И это, учат они, хорошо знал предатель Иуда, и так как он только знал истину, то и совершил тайну предания, и чрез него, говорят они, разрешено все земное и небесное. Они также выдают вымышленную историю такого рода, называя Евангелием Иуды.
Я также собрал их сочинения, в которых они внушают разрушить дела Истеры (hystera); Истерою же называют Творца неба и земли; и так же, как Карпократ, говорят, что люди не могут спастись, если не пройдут чрез все роды дел. И при всяком грехе и постыдном поступке присутствует ангел, и действующий осмеливается приписывать свою дерзость и нечистоту ангелу, и каково бы ни было действие, совершать во имя ангела и так говорить: «О ангел! я злоупотребляю твое дело; о сила! я совершаю твое действие». И совершенное знание, по их словам, состоит в том, чтобы предаваться безбоязненно таким делам, которые непозволительно и называть.

Указанное Иринеем в качестве священной книги каинитов апокрифическое Евангелие Иуды было обнаружено в 1970-х годах в папирусном документе, известном как Кодекс Чакос, однако, вопреки свидетельству данного автора, не содержало никаких указаний на аморальный характер каинитской сотериологии, что дало основания отдельным исследователям счесть сведения Иринея недостоверными, а подлинный этос каинитов — аскетическим.

## Другие значения
- Каинитами называют вампиров во вселенной Vampire: The Masquerade.
- Каинитами (или «каинами») в религиозной и религиоведческой литературе иногда называют греховное потомство Каина (Быт. 4:19). Так, тесть Моисея в книге Судей (Суд. 1:16) назван «каинитом»[3], хотя в Синодальном переводе написано «Иофор Кенеянин».